# Malte Holschen
Malte Holschen (* 20. Oktober 1981 in Bremen) ist ein deutscher Volleyball- und Beachvolleyballspieler.
Holschen kam als Jugendlicher ins Volleyball-Internat Frankfurt, wo er in der Zweiten Bundesliga spielte und auch in Jugend- und Junioren-Nationalmannschaft zum Einsatz kam. 2001 wechselte der Mittelblocker zum Erstligisten evivo Düren, mit dem er mehrfach deutscher Vizemeister wurde. Auch in der A-Nationalmannschaft kam er fünfmal zum Einsatz. 2009 wechselte Holschen zum Ligakonkurrenten SCC Berlin und belegte hier Platz drei im europäischen Challenge Cup. Aus privaten und beruflichen Gründen wechselte er 2010 nach Münster zum Regionalligisten TSC Münster-Gievenbeck, musste hier aber aus Verletzungsgründen seine Volleyballkarriere beenden.
Holschen spielte auf nationaler Ebene auch Beachvolleyball. Von 2003 bis 2005 bildete er ein Duo mit seinem Dürener Mannschaftskollegen Sven Anton und nahm dreimal an den Deutschen Meisterschaften in Timmendorf teil.